# Psammoduon canosum
Psammoduon canosum là một loài nhện trong họ Zodariidae.
Loài này thuộc chi Psammoduon. Psammoduon canosum được Eugène Simon miêu tả năm 1910.